# Adonisea eximia
Adonisea eximia är en fjärilsart som beskrevs av Berg 1875. Adonisea eximia ingår i släktet Adonisea och familjen nattflyn. Inga underarter finns listade i Catalogue of Life.